# George Tiffin
George Tiffin ist ein britischer Kameramann, Werbefilmer, Drehbuchautor und Filmproduzent. 

## Leben
Tiffin war 20 Jahre lang der Lebenspartner der Regisseurin Martha Fiennes. Das Paar hat drei Kinder, Titan Nathaniel Fiennes Tiffin (* 1995), Hero Beauregard Fiennes Tiffin (* 1997) und Mercy Jini Willow Fiennes Tiffin (* 2002).

## Filmografie
- 2005: Chromophobia
- 2005: Sketches of Frank Gehry
- 2009: Goal III – Das Finale

## Werke
- Mercy Alexander. Picador, 2001. ISBN  978-0-33048116-8
- All The Best Lines. An Informal History of the Movies in Quotes, Notes and Anecdotes. Head of Zeus, 2013. ISBN 978-1-78185201-9